# Hexenkees
Das Hexenkees, auch Malfrosnitzkess oder Mailfrosnitz Kees, ist ein Gletscher im Eichhamstock der Venedigergruppe in der Gemeinde Matrei in Osttirol im Bezirk Lienz (Osttirol).

## Lage
Das Hexenkees befindet sich im Talschluss des Malfrosnitzbaches an der Ostseite des Eichhamstocks. Das Hexenkees besteht aus zwei Teilen, wobei der südliche Gletscherteil rund 70 Prozent der Gesamtfläche ausmacht. Das südliche Hexenkees erstreckt sich zwischen dem Kleinen Hexenkopf im Norden, dem Großen Hexenkopf im Westen, dem Hohen Eichham im Südwesten und dem Niederen Eicham im Süden. Das nördliche Hexenkees liebt zwischen dem Kleinen Hexenkopf im Süden, der Seekopfscharte im Westen und dem Südgrat des Hinteren Seekopf im Norden. Das südliche Hexenkees umfasste 2013 0,18 km², das nördliche Hexenkees war 0,08 km² groß.

## Geschichte
Anfang der 1870er Jahre war das Gebiet des heutigen Hexenkees noch ein Teil eines großen zusammenhängenden Gletschergebietes, dass fast das gesamte Einzugsgebiet des Malfrosnitzbaches ausfüllte und bis auf 2100 Metern Seehöhe südlich der Zedlacher Alm reichte. Dieser auch als „Säul-Frossnitz Kees“ bezeichnete Gletscher reichte vom Hinteren Seekopf im Nordwesten und der Hohen Achsel im Nordosten nach Süden, wobei die Westgrenze von den Hexenköpfen und dem Hohen bzw. Niederen Eichham gebildet wurde. Im Osten verlief der Gletscher entlang des Südgrats der Hohen Achsel bis zum Schober. Der Säul-Frossnitz Kees verlief in der Folge nach Osten, wobei im Süden Säulkopf, Rauhkopf, Galtenkogel, Mittereggspitze und Nördliche Göriacher Röte die Grenze des Gletschers bildete. Im Osten bestand zudem eine Verbindung zu den vergletscherten Nordhängen von Südlicher Göriacher Röte, Bretterspitze und Ochsenbug bzw. dem Hohen Fenster. Im Zuge des Gletscherschwundes seit der Mitte des 19. Jahrhunderts zog sich das Säul-Frossnitz Kees immer weiter zurück und zerfiel schließlich in kleinere, nicht mehr zusammenhängende Gletscher, von denen heute nur noch das Hexenkees, das Säulkees (auch Sailfrosnitz Kees) und das Frischnitzkees bestehen. Durch den Gletscherschwund gingen auch die Verbindungen zum Garaneberkees im Norden sowie zum Nillkees im Südwesten verloren.
Das Mailfrosnitzkees umfasste 1850 3,3 km², bis zum Jahr 1969 schrumpfte es auf 1,25 km².  Zwischen 1969 und 2013 verlor das Hexenkees 79 % seiner Fläche.